# Hendrick Gottfried Dürkopp

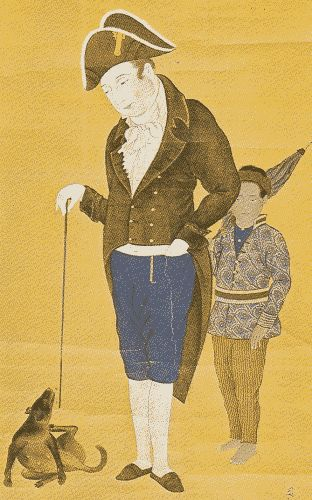
Zeitgenössisches japanisches Gemälde mit Dürkopp

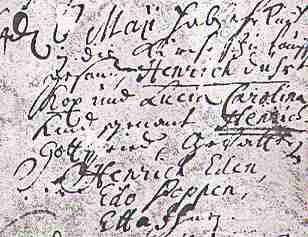
Traufeintrag von Hendrick Dürkopp im Taufbuch der lutherischen Kirche zu Dornum vom 8. Mai 1736

Hendrick Gottfried Dürkopp (nl.: Hendrik Godfried Duurkoop; * 5. Mai 1736 in Dornum, damaliges Heiliges Römisches Reich Deutscher Nation, heutiges Deutschland; † 27. Juli 1778 auf See) war für die VOC Direktor der Handelsstation Dejima in Japan. Er starb auf dem Weg von Batavia nach Dejima an Bord des VOC-Schiffes Huis ter Spijk.
Hendrick Dürkopp war der Sohn von Hendrick und Lucia Carolina Dürkopp. Er wurde in einer Zeit geboren, als das Harlingerland immer wieder von katastrophalen Sturmfluten getroffen wurde. Daher heuerten viele Harlingerländer als Seeleute an oder als Soldat wie Dürkopps Bruder Jan Andries 1743 bei der VOC.  1754 reiste Hendrick nach Amsterdam, um ebenfalls bei der VOC anzuheuern. Den Treueeid leistete er am 31. Dezember 1754 an Bord des Schiffs Overnes  und fuhr als Hilfsmatrose mit nach Batavia, wo das Schiff am 29. Juni 1755 ankam. 
Hendrick Dürkopp begegnete in Batavia seinem Bruder, der seit 1751 Leutnant in der örtlichen Garnison war. Hendrick wurde 1756 Assistenz-Kaufmann und niederlandisierte seinen Namen zu Duurkoop. Im Juli 1759 wurde er nach Japan versetzt, und zwar in die Niederlassung Dejima. Hier wurde er 1761 Kaufmann, 1769 Buchhalter, 1770 Prokurist und 1773 zum Aufseher der Lagerhäuser ernannt. Am  3. November 1776 wurde er Direktor der Niederlassung.
Im Januar 1777 unternahm er die alljährliche Reise des Faktoreileiters nach Edo. Die Beschreibung der Reise sowie sein Tagebuch (Daghregister) hat der Niederländer Dennis de Graf in den Archiven der VOC gefunden und ausgewertet.
Am 11. Oktober 1777 machte er sich mit der Seeduyn auf den Weg nach Batavia, das er im Dezember 1777 erreichte. Nach Besprechungen mit den Direktoren trat er im Juni 1778 auf der Huis ter Spijk die Rückreise an, auf welcher er vermutlich an Malaria starb.

## Grab
Sein Leichnam wurde an Bord des Schiffes konserviert (in einer Bleikiste mit Zucker) und nach Dejima mitgenommen. Dort wurde er auch begraben. Sein Grabstein ist der älteste noch erhaltene auf dem Niederländischen Friedhof in Dejima. Die Inschrift auf dem Stein lautet:
| Hendrik Godfried Duurkoop             | Hendrik Godfried Duurkoop                                   |
| Opperkoopman en Opperhoofd            | Hauptkaufmann und Direktor                                  |
| vanwege den Handel                    | des Handels                                                 |
| der Nederlandsche Geoctroieerde       | der niederländischen[,] amtlich zugelassenen                |
| O.I.C. [Oostindische Compagnie]       | O.I.C [Ostindien-Kompanie]                                  |
| Geboren te DOORNUM, O. Vriesland      | Geboren zu Dornum, Ostfriesland                             |
| 5. Mai 1736                           | 5. Mai 1736                                                 |
| Overleden op ’t schip ’t Huis Tespeyk | Gestorben auf dem Schiff ’t Huis Tespeyk (‘Huis ter Spijk’) |
| op N.B. [Noordelijke Breedte]         | auf N.B. [nördlicher Breite]                                |
| 15. Augustus 1778                     | 15. August 1778                                             |

Auf dem Grabstein ist der 15. August als Todesdatum genannt, bei der VOC ist aber 27. Juli vermerkt.